# جون مكدونالد
جون مكدونالد (بالإنجليزية: John McDonald)‏ (1921 بليفربول في المملكة المتحدة - 1 ديسمبر 1999) هو لاعب كرة قدم بريطاني (وحمل سابقاً جنسية المملكة المتحدة لبريطانيا العظمى وأيرلندا) في مركز الظهير. لعب مع نادي ترانمير روفرز لكرة القدم ونادي ليفربول وويغان أتلتيك.